# Torneig d'escacs Memorial Alekhine

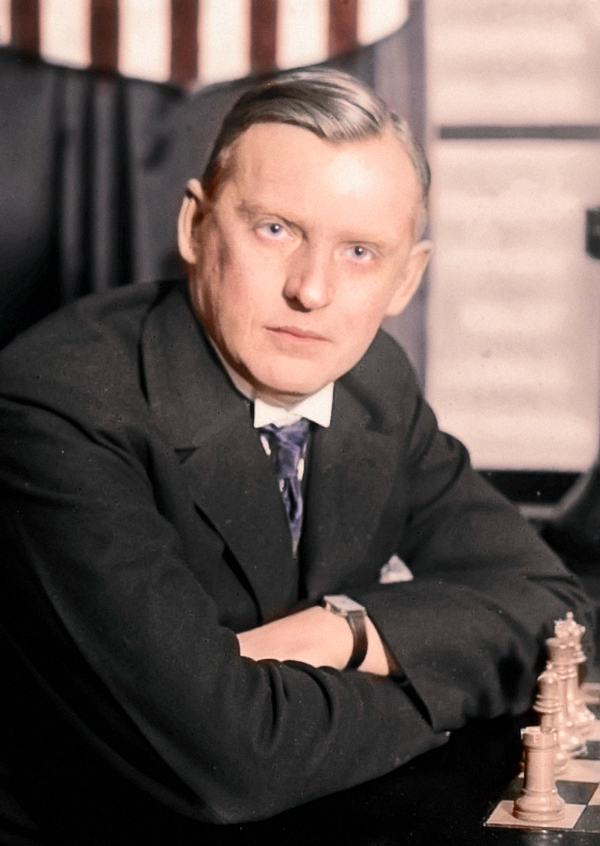
Alexandre Alekhine

El Memorial Alekhine és un torneig d'escacs honorant al campió del món d'escacs Alexandre Alekhine.

## Quadre d'honor
| Any  | Seu                                   | Guanyadors                        | Punts  | Jugadors |
| ---- | ------------------------------------- | --------------------------------- | ------ | -------- |
| 1956 | Moscou, Unió Soviètica                | Mikhaïl Botvínnik Vassili Smislov | 11/15  | 16       |
| 1971 | Moscou, Unió Soviètica                | Anatoli Kàrpov Leonid Stein       | 11/17  | 18       |
| 1975 | Moscou, Unió Soviètica                | Iefim Hèl·ler                     | 10½/15 | 16       |
| 1986 | Cascais, Portugal                     | Vladímir Baguírov                 | 7/10   | 11       |
| 2013 | París, França Sant Petersburg, Rússia | Levon Aronian                     | 5½/9   | 10       |

## Memorial Alekhine 2013
La primera part del torneig (rondes 1–5) tingué lloc al pavelló construït al Jardí de les Teuleries, a París, França, el 20–25 abril del 2013. La segona part (rondes 6–9) tingué lloc Museu Rus de Sant Petersburg, Rússia, al 28 april – 1 maig del 2013. L'import del premi del torneig fou de 100.000€.

### Desempats
En el cas que dos o més jugadors tinguessin la mateixa puntuació, a continuació hi ha els criteris que es varen seguir per decidir les posicions finals:
1. El nombre més gran de partides jugades amb negres
2. El nombre més gran de victòries
3. El resultat en les partides personals
4. La puntuació Koya
5. La Puntuació Sonneborn-Berger.

### Classificació
|    | Jugador                | ELO  | 1 | 2 | 3 | 4 | 5 | 6 | 7 | 8 | 9 | 10 | Punts | Negres | Victòries | H2H | Koya | SB    |
| -- | ---------------------- | ---- | - | - | - | - | - | - | - | - | - | -- | ----- | ------ | --------- | --- | ---- | ----- |
| 1  | Levon Aronian          | 2809 | X | ½ | ½ | ½ | ½ | ½ | 1 | 1 | 0 | 1  | 5½    | 5      | 3         |     |      |       |
| 2  | Borís Guélfand         | 2739 | ½ | X | ½ | 1 | ½ | ½ | ½ | ½ | 1 | ½  | 5½    | 5      | 2         |     |      |       |
| 3  | Viswanathan Anand      | 2783 | ½ | ½ | X | 0 | ½ | 1 | ½ | ½ | 1 | ½  | 5.0   | 4      | 2         |     |      |       |
| 4  | Michael Adams          | 2727 | ½ | 0 | 1 | X | ½ | ½ | 0 | ½ | ½ | 1  | 4½    | 5      | 2         |     |      |       |
| 5  | Nikita Vitiúgov        | 2712 | ½ | ½ | ½ | ½ | X | ½ | 0 | 1 | ½ | ½  | 4½    | 5      | 1         | 0.5 | 3.5  | 20.25 |
| 6  | Laurent Fressinet      | 2706 | ½ | ½ | 0 | ½ | ½ | X | 1 | ½ | ½ | ½  | 4½    | 5      | 1         | 0.5 | 3.5  | 20.00 |
| 7  | Vladímir Kràmnik       | 2801 | 0 | ½ | ½ | 1 | 1 | 0 | X | ½ | ½ | ½  | 4½    | 4      | 2         | 0.5 | 3.5  |       |
| 8  | Maxime Vachier-Lagrave | 2722 | 0 | ½ | ½ | ½ | 0 | ½ | ½ | X | 1 | 1  | 4½    | 4      | 2         | 0.5 | 2.5  |       |
| 9  | Ding Liren             | 2707 | 1 | 0 | 0 | ½ | ½ | ½ | ½ | 0 | X | ½  | 3½    | 4      | 1         |     |      |       |
| 10 | Piotr Svídler          | 2747 | 0 | ½ | ½ | 0 | ½ | ½ | ½ | 0 | ½ | X  | 3.0   | 4      | 0         |     |      |       |